# Flughafen Ishigaki

i8
i11
i13
Der Flughafen Ishigaki (japanisch 石垣空港 Ishigaki Kūkō) war ein Verkehrsflughafen der Stadt Ishigaki auf Ishigaki-jima in Japan, Präfektur Okinawa. Er wurde 2013 durch den größeren Flughafen Neu-Ishigaki ersetzt.
Aufgrund der nur 1500 m langen und wegen Umbauung nicht weiter verlängerbaren Startbahn konnten nur Flugzeuge bis zur Größe des Airbus A320 starten und landen. Um dem steigenden Bedarf an Transportkapazität gerecht zu werden, wurde der Flughafen durch einen neuen, größeren Flughafen ersetzt, der an der Ostküste der Insel liegt. Die Schließung erfolgt am 6. März 2013.